# Malackajuveltrast
Malackajuveltrast (Hydrornis irena) är en fågel i familjen juveltrastar inom ordningen tättingar.

## Utseende och läte
Malackajuveltrasten är en 20–23 cm lång praktfullt tecknad juveltrast. Hanen har svart på hjässan och i en ögonmask, med brett gult ögonbrynsstreck, mot nacken brandgult. Undersidan är djupblå med vitt på strupe och haka samt täta orangefärgade tvärband på bröstsidorna. Ovansidan är otecknat kastanejbrun, stjärt och övergump djupblå. Vingarna är brunsvarta med en vit fläck på handpennorna och lite vitt på yttre handpennorna. Mellersta och större täckarna är brett vitspetsade. Honan liknar hanen förutom fint svartbandad vit undersida. På Malaysia hörs ett kallande "pouw" och ett kort, explosivt "kirr" eller "whirr", på Sumatra ett mjukare "hwow".

## Utbredning och systematik
Malackajuveltrast behandlas antingen som monotypisk eller delas upp i två underarter med följande utbredning:
- Hydrornis irena ripleyi – förekommer i sydligaste Thailand
- Hydrornis irena irena – förekommer på Malackahalvön och Sumatra

Tidigare behandlades malackajuveltrasten tillsammans med javajuveltrast (Hydrornis guajanus) och borneojuveltrast (Hydrornis schwaneri) som en art som då kallades orangebrynad juveltrast.

## Status
Arten tros minska relativt kraftigt till följd av habitatförstörelse och fångst för vidare försäljning inom burfågelindustrin. Internationella naturvårdsunionen IUCN kategoriserar den som nära hotad.

## Namn
Fågelns vetenskapliga artnamn syftar på Eirene, fredens gudinna i den grekiska mytologin.